# Yes Bank
Die Yes Bank ist eine indische Bank. Sie wurde 2004 von Rana Kapoor gegründet. Sitz der Bank ist Mumbai. Im Bilanzjahr 2013/2014 weist sie eine Bilanzsumme von 109 Milliarden INR (1,58 Milliarden Euro) aus. In Indien ist sie damit die fünftgrößte Bank im Privatsektor. Die Yes Bank ist in allen 28 Bundesstaaten und den neun Unionsterritorien aktiv. Sie betreibt über 1.120 Filialen in 375 Städten und hat in ganz Indien verteilt über 1.450 Geldautomaten.
Sie ist im Bombay Stock Exchange (532648) und im National Stock Exchange of India (YESBANK) gelistet.